# Arhitektura u 1903.
◄◄ | ◄ | 1900. | 1901. | 1902. | 1903.  | 1904. | 1905. | 1906. | ► | ►►
Arhitektura • Astronomija • Biologija • Film • Fotografija • Glazba • Kazalište • Kemija • Kiparstvo • Knjige • Književnost • Kršćanstvo • Meteorologija • Medicina • Planinarstvo • Politika • Pravo • Promet • Slikarstvo • Strip • Šport • Televizija • Znanost • Zrakoplovstvo • Željeznički promet
Arhitektura u 1903.

## Hrvatska i u Hrvata

### Zgrade i druge građevine
- Dovršena gradnja zgrade Sumpornih toplica u Splitu (započeta 1901.)

## Vanjske poveznice
|  | Zajednički poslužitelj ima još gradiva o temi Arhitektura u 1900-im |